# Ruth Schmitz-Streit
Ruth Anne Schmitz-Streit (* 1965 in Aachen, Deutschland) ist eine deutsche Mikrobiologin und Hochschullehrerin.

## Leben

### Wissenschaftliche Laufbahn
Ruth Schmitz-Streit erhielt 1989 ihr Diplom in Mikrobiologie an der Philipps-Universität Marburg, wo ihr auch 1992 die Doktorwürde der Mikrobiologie für ihre Arbeit an Molybdän- und Wolfram-haltigen Enzymen in methanogenen Archaen verliehen wurde. Von 1994 bis 1996 verbrachte sie ihre Postdoc-Zeit an der Berkeley, University of California, USA. Forschungsthema war die Stickstofffixierung in Klebsiella pneumoniae. Anschließend war sie bis 2004 an der Universität Göttingen am Institut für Mikrobiologie und Genetik beschäftigt, wo sie im Juli 2001 in Mikrobiologie bei Gerhard Gottschalk habilitierte. Anschließend leitete sie als Heisenbergstipendiatin eine selbständige Forschungsgruppe. Seit 2004 leitet sie als Professorin die Arbeitsgruppe Schmitz-Streit am Institut für Allgemeine Mikrobiologie an der Christian-Albrechts-Universität zu Kiel. Für 2017 wurde ihr der Wissenschaftspreis der Stadt Kiel zugesprochen. Im gleichen Jahr wurde sie Präsidentin der Vereinigung für Allgemeine und Angewandte Mikrobiologie (VAAM).

### Positionen
- Institut für Allgemeine Mikrobiologie (Sektion Biologie): Direktoren
- Molekularbiologie der Mikroorganismen: Leitung
- Sektionsausschuss Biologie der Mathematisch-Naturwissenschaftlichen Fakultät der CAU: Vorsitz (Stellvertreter), Professoren
- SFB 754 Klima – Biogeochemische Wechselwirkungen im tropischen Ozean: Teilprojektleiter B4, Vorstand
- Exzellenzcluster Ozean der Zukunft: Vorstand (Education and Career)
- Zentrum für Biochemie und Molekularbiologie (ZBM) (selbständige Betriebseinheit): Beirat
- Ausschuss zur Förderung des wiss. und künstl. Nachwuchses der Math.-Nat. Fakultät: Professoren (Stellvertreter)
- Gleichstellungskommission: Professoren[1]

### Forschungsinteressen
Ruth Schmitz-Streit und ihre Arbeitsgruppe versuchen die Regulierung von Stickstoff auf molekularer Ebene in Prokaryoten (Bakterien und Archaeen), den marinen Stickstoffkreislauf, die Interaktion zwischen Archaeen und menschlichem Immunsystem sowie die Entstehung von Biofilmen auf lebenden und nicht lebenden Oberflächen zu verstehen.

## Publikationen (Auswahl)
- J. Eberhard, K. Grote, M. Luchtefeld, W. Heuer, H. Schuett, D. Divchev, R. Scherer, R. Schmitz-Streit, D. Langfeldt, N. Stumpp, I. Staufenbiel, B. Schieffer, M. Stiesch: Experimental Gingivitis Induces Systemic Inflammatory Markers in Young Healthy Individuals: A Single-Subject Interventional Study. In: PLOS one. 8 (2), 2013, S. e55265, doi:10.1371/journal.pone.0055265.
- J. Glöer, R. Thummer, H. Ullrich, R. Schmitz: Towards understanding the nitrogen signal transduction for nif gene expression in Klebsiella pneumoniae. In: FEBS J., 2008, 275(24), S. 6281–6294, PMID 19016838.
- W.R. Streit, R. Schmitz: Metagenomics – the key to the uncultured microbes. Current Opinion in Microbiology. (PDF; 164 kB) In: ?, 2004, 7, S. 492–498.[1]